# Rigidoporus incarnatus
Rigidoporus incarnatus är en svampart som beskrevs av Corner 1987. Rigidoporus incarnatus ingår i släktet Rigidoporus och familjen Meripilaceae.   Inga underarter finns listade i Catalogue of Life.